# 卡里根鎮區 (伊利諾伊州馬里昂縣)
卡里根鎮區（英語：Carrigan Township）是位於美國伊利諾伊州馬里昂縣的一個行政鎮區。

## 地方資料
根據2010年美國人口普查的數據，卡里根鎮區的面積為91.00平方千米，當中陸地面積為91.00平方千米，而水域面積為0.00平方千米。當地共有人口372人，而人口密度為每平方千米4.09人。